# Књижевни југ
Књижевни југ је био књижевни часопис који је излазио 1918. и 1919. године у Загребу.

## Историјат
У духу идеје о интегралном југословенству аутори су настојали припремити терен за будућу југословенску књижевност.
Први број часописа је изашао 1. јануара 1918. године.
Од јануара до јула 1918. уредништво су чинили Иво Андрић, Нико Бартуловић, Владимир Ћоровић и Бранко Машић. Била је то једна од најутицајнијих пројугословенских публикација тог времена. У часопису су објављивани прилози на српскохрватском, и то на оба писма - српској ћирилици и хрватској абецеди, као и непреведена дела на словеначком језику. У јулу 1918. године, Антон Новачан и Милош Црњански придружили су се редакцији часописа, док ју је Ћоровић напустио.
Од значајнијих аутора чији радови су објављивани у Књижевном југу треба издвојити Тина Ујевића, Мирослава Крлежу, Антуна Барца, Владимира Назора, Исидору Секулић, Симу Пандуровића, Алексу Шантића, Боривоја Јевтића, Иву Војновића, Драгутина Домјанића, Динка Шимуновића, Густава Крклеца, Ивана Цанкара, Франа Албрехта и Ксавера Мешка.